# Platypolia contadina
Platypolia contadina är en fjärilsart som beskrevs av Smith 1894. Platypolia contadina ingår i släktet Platypolia och familjen nattflyn. Inga underarter finns listade i Catalogue of Life.